# Adelmo Paris
Adelmo Paris (Aurano, 26 novembre 1954) è un allenatore di calcio ed ex calciatore italiano, di ruolo centrocampista.

## Carriera

### Giocatore
Prima di esordire con il Verbania, in Serie C, gioca una stagione nel settore giovanile del Ramate,. Si trasferisce poi al Bologna, dove dopo due presenze il primo anno,diventa titolare la stagione successiva,  vincendo  la Coppa Italia. Dopo un anno in prestito nel Brescia in serie B, torna a Bologna, ma la squadra inizia una parabola discendente.
Lo stesso Paris, dal canto suo, deve interrompere l'attività per quasi un anno a causa di un grave infortunio occorsogli per uno scontro di gioco col difensore del Lecce Michele Lorusso durante l'incontro Bologna-Lecce del 2 gennaio 1983. Tornerà a giocare col Bologna in serie C nel 1983-1984, riconquistando la promozione in Serie B. Con la maglia del Bologna Paris totalizzerà 233 presenze in campionato con 9 reti (8 su rigore e una sola su azione, contro la Pistoiese).
Nel biennio 1984-1986 si trasferisce nella squadra maltese del Żurrieq, nella prima serie locale, partecipando alla vittoria di una Coppa di Malta. Trascorre poi gli ultimi anni da giocatore a Verbania, là dove aveva iniziato, ma chiude effettivamente la carriera in alcune squadre svizzere. Nella stagione 1987-1988 porta con sé in Italia un campione del calcio maltese, Carmel Busuttil, e la squadra ottiene la promozione in interregionale anche grazie a un ripescaggio.

### Allenatore
Da allenatore guida alcune delle principali squadre della provincia del Verbano-Cusio-Ossola, vincendo un campionato e la Coppa Italia con il Gravellona. Nel gennaio 2008 diventa l'allenatore del Vaprio, nel campionato di Promozione piemontese. A dicembre 2010 ritorna ad allenare l'Omegna fino alla fine della stagione quando viene sostituito da Bonan alla guida della squadra.

## Palmarès

### Giocatore

#### Competizioni nazionali
- Coppa Italia: 1

Bologna: 1973-1974
- Coppa di Malta: 1

Żurrieq: 1986